# Baltic Shuttle
Baltic Shuttle (Ба́лтик Шаттл) — эстонская транспортная компания, осуществляющая междугородные и международные автобусные перевозки в странах Балтии, Российской Федерации и Скандинавии. Регулярные автобусные рейсы выполняются между городами Эстонии, из Таллина в Санкт-Петербург и Псков. База автобусов компании находится в городе Маарду. Головной офис расположен в Таллине.

## Деятельность и услуги
Междугородные рейсы компании в Эстонии осуществляются по маршрутам:
- Рейс 323 Нарва — Силламяэ — Йыхви — Таллин
- Рейс 341 Тарту — Йыхви — Силламяэ — Нарва

Международные рейсы осуществляются между Эстонией и Россией по маршрутам:
- Рейс 960 Таллин — Нарва — Санкт-Петербург
- Рейс 950 Таллин — Тарту — Печоры — Псков

Компания осуществляет транспортное обслуживание организаций, спортивных клубов, выполняет чартерные автобусные перевозки в странах Балтии, Скандинавии и других странах Европы.

## Подвижной состав
Автобусный парк Baltic Shuttle состоит из 18 автобусов производства компании Volvo (по состоянию на январь 2025).

Автобусы Baltic Shuttle
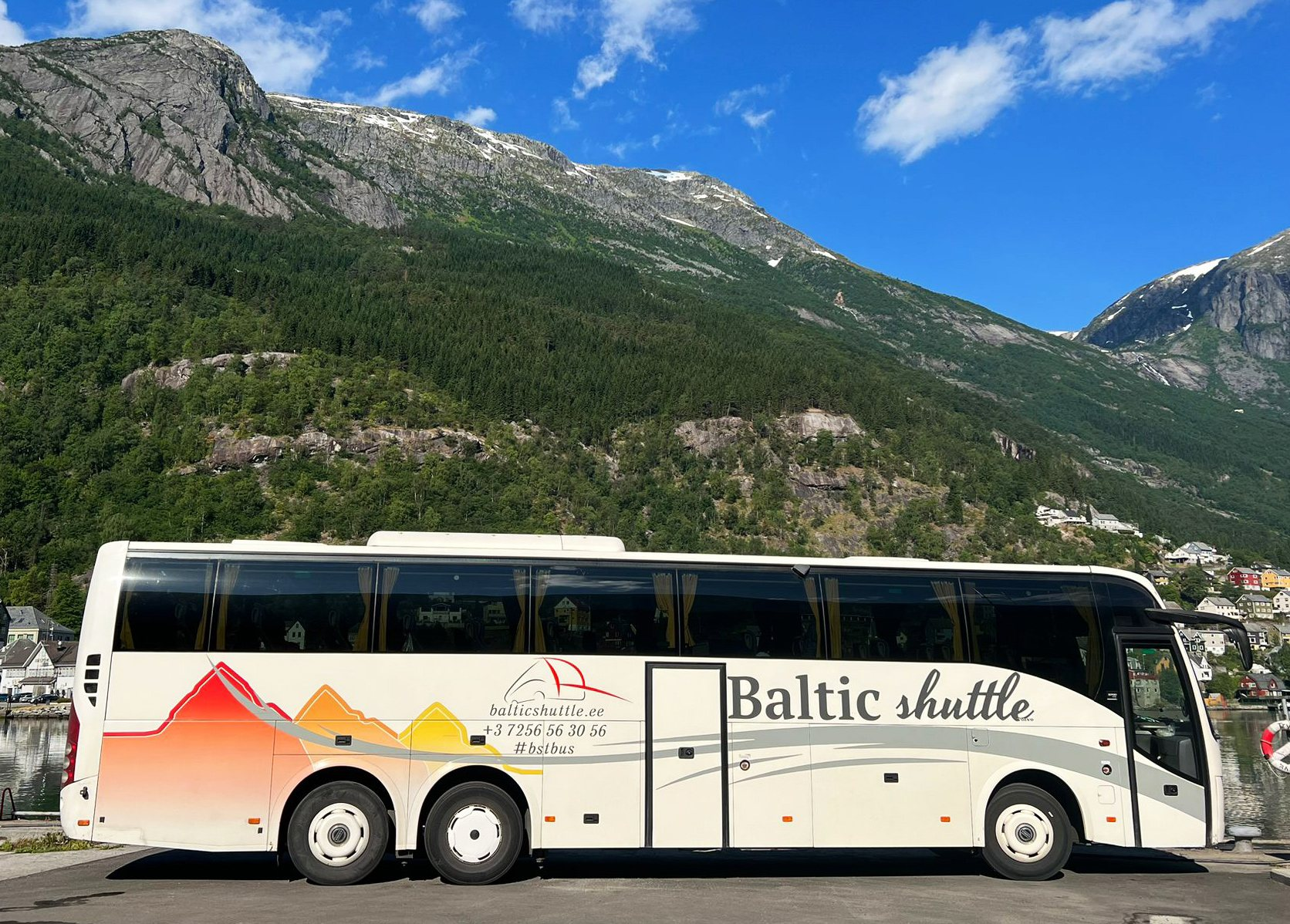
Автобус Baltic Shuttle в Норвегии
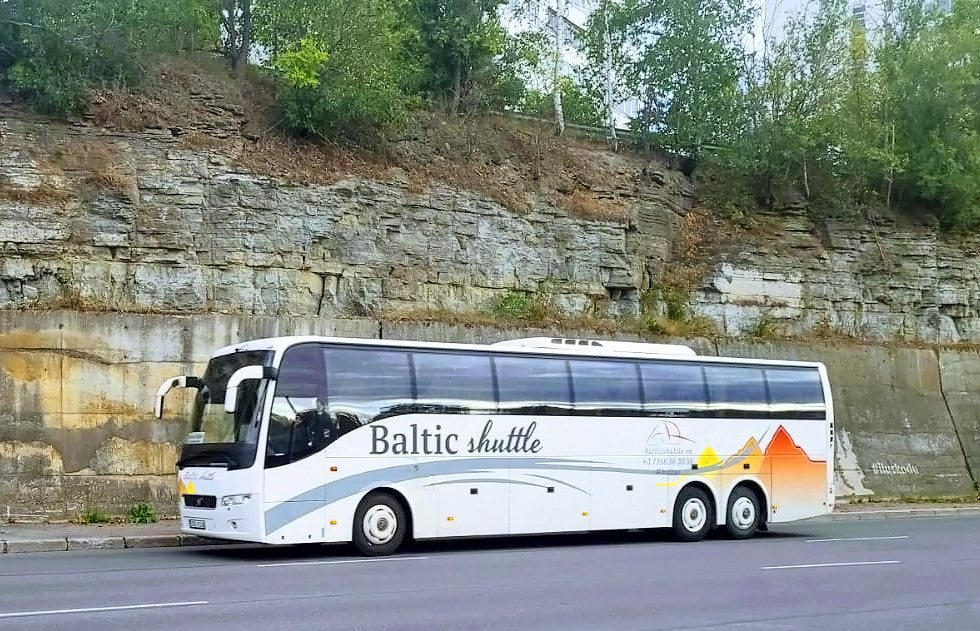
Автобус Baltic Shuttle в Эстонии
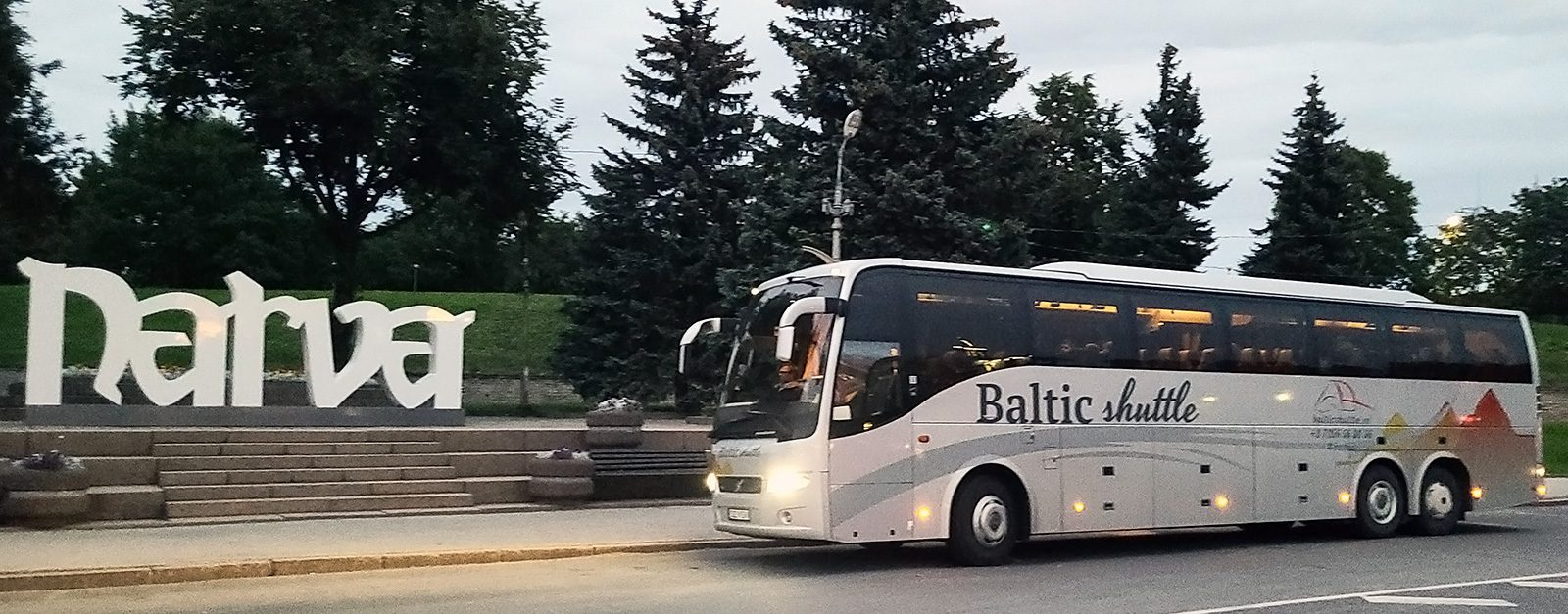
Автобус Baltic Shuttle в Нарве